# ستيفن م. بليس (ضابط)
العميد ستيفن م. بليس هو لواء متقاعد في جيش الولايات المتحدة شغل منصب رئيس أكاديمية الجيش والأسلحة البحرية ورئيس رابطة الكليات والمدارس العسكرية في الولايات المتحدة.

## تعليمه
تلقّى ستيفن تعليمه في مدرسة هيل وتخرّج في عام 1965 من الأكاديمية العسكرية الأمريكية. كان ستيفن يواظب على المشاركة في فرق السباحة ومسباقات السباحة أثناء فترة دراسته في الأكاديمية.
حصل أيضًا على ماجستير إدارة الأعمال من جامعة تكساس في دالاس وماجستير في العلوم والتكنولوجيا في هندسة البترول من جامعة ميزوري.

## حياته العسكرية
بعد تخرجه من الأكاديمية العسكرية الأمريكية، انضم ستيفن إلى فيلق قوات المشاة. ة في عام 1967 تم إرساله للمشاركة في حرب فيتنام حيث كان يُأمّن العديد من شركات التوريد. عاد إلى الولايات المتحدة للحصول على مزيد من التعليم بما في ذلك حصوله شهادته في هندسة البترول، ثم عاد إلى فييتنام أولاً كمستشار للحكومة الفيتنامية الجنوبية حول القضايا المتعلقة بالنفط، ومن ثم سيطر على إمدادات وقود فيتنام التابعة للجيش الأمريكي. بعد مغادرته فيتنام، استمر في العمل وتدرّج في العديد من المناصب، واختتم مسيرته الوظيفية كمدير لشؤون الطاقة والدعم للقوات، ونائب رئيس هيئة أركان اللوجستيات، ومن ثم نائب قائد الجيش وخدمة تبادل القوات الجوية.
حصل ستيفن على شارة الحارس وشارة المظليين.

## أكاديمية الجيش والبحرية
كان ستيفن قائد في أكاديمية الجيش والبحرية، وهي مدرسة داخلية للطلاب الصف 7-12 في كارلسباد بولاية كاليفورنيا، لمدة اثني عشر عامًا. أُقيل ستيفن في يناير 2014 في أعقاب فضيحة التحرش الجنسي التي تورط فيها المدير جيفري بارتون. كان ستيفن، الذي تم تعيينه حديثًا كرئيسًا للأكاديمية، قد أطاح بالرئيس السابق جوني كرين وورؤساء مجلس الإدارة في عام 2003 بعد أن اتُهموا بالتحرش الجنسي في عام 2001 والذين وُصفوا بأوصاف مثل «غير آمن ومتهور وغريب وغريب الأطوار وعنيف ومبتذل ومُستبد وبجنون العظمة».
سُمي الاستاد الرياضي في أكاديمية الجيش والبحرية باسمه.